# Malleret
Malleret – miejscowość i gmina we Francji, w regionie Nowa Akwitania, w departamencie Creuse.
Według danych na rok 1990 gminę zamieszkiwały 44 osoby, a gęstość zaludnienia wynosiła 4 osoby/km² (wśród 747 gmin Limousin Malleret plasuje się na 539. miejscu pod względem liczby ludności, natomiast pod względem powierzchni na miejscu 537.).